# 1318 Nerina
1318 Nerina је астероид главног астероидног појаса са пречником од приближно 13,02 .
Афел астероида је на удаљености од 2,777 астрономских јединица (АЈ) од Сунца, а перихел на 1,835 АЈ.
Ексцентрицитет орбите износи 0,204, инклинација (нагиб) орбите у односу на раван еклиптике 24,665 степени, а орбитални период износи 1279,688 дана (3,503 године).
Апсолутна магнитуда астероида је 11,90 а геометријски албедо 0,181.
Астероид је откривен 24. марта 1934. године.